# لوماتیا تاسمانی
لوماتیا تاسمانی (انگلیسی: Lomatia tasmanica)
که معمولاً با نام لوماتیای پادشاه (King's lomatia) شناخته می‌شود، درخت‌چه‌ای از خانوادهٔ پروتئاسه (Proteaceae) و بومی تاسمانی است. این گیاه که تا ارتفاع ۸ متر (۲۶ فوت) رشد می‌کند، دارای برگ‌های سبز براق و پر مانند است و در تابستان گل‌های قرمز می‌دهد، اما نه میوه می‌دهد و نه دانه. لوماتیای پادشاه گیاهی غیرمعمول است زیرا تمام گیاهان باقی‌ماندهٔ آن از نظر ژنتیکی کلون‌های یکسانی هستند. از آنجا که این گیاه سه مجموعه کروموزوم (تریپلوئید) دارد و بنابراین عقیم است، تولید مثل آن تنها به صورت رویشی انجام می‌شود: یک شاخه می‌افتد، از آن شاخه ریشه‌های جدیدی رشد می‌کند و گیاه جدیدی ایجاد می‌کند که از نظر ژنتیکی با درخت پیشین خود یکسان است.
این گیاه را چارلز دنیسون «دنی» کینگ در سال ۱۹۳۴ کشف کرد، هرچند که تا سال ۱۹۶۷ که توسط گیاه‌شناس وینیفرد مری کرتیس از هرباریوم تاسمانی توصیف نشده بود. تنها یک کلونی از گیاه کینگ لوماتیا در طبیعت وحشی زنده شناخته شده است که شامل حدود ۵۰۰ تا ۶۰۰ گیاه در منطقه‌ای به طول ۱٫۲ کیلومتر است.

## تعریف
گیاهان منفرد لوماتیا تاسمانی درختچه‌های پراکنده یا درختان کوچکی به ارتفاع ۸ متر (۲۶ فوت) هستند، هرچند نمونه‌های با تنه بلندتر هست که بلندترها اغلب خم شده‌اند. تنهٔ گیاهان بسیار قدیمی می‌تواند به قطر ۸ سانتی‌متر (۳٫۱ اینچ) برسد.